# Province de Pacasmayo
La province de Pacasmayo (en espagnol : Provincia de Pacasmayo) est l'une des douze  provinces de la région de La Libertad, au Pérou. Son chef-lieu est la ville de San Pedro de Lloc.

## Géographie
Située sur le littoral Pacifique du Pérou, la province couvre une superficie de 1 126,67 km2. Elle est limitée au nord par la province de Chepén, à l'est par la région de Cajamarca, au sud par la province d'Ascope et à l'ouest par l'océan Pacifique.

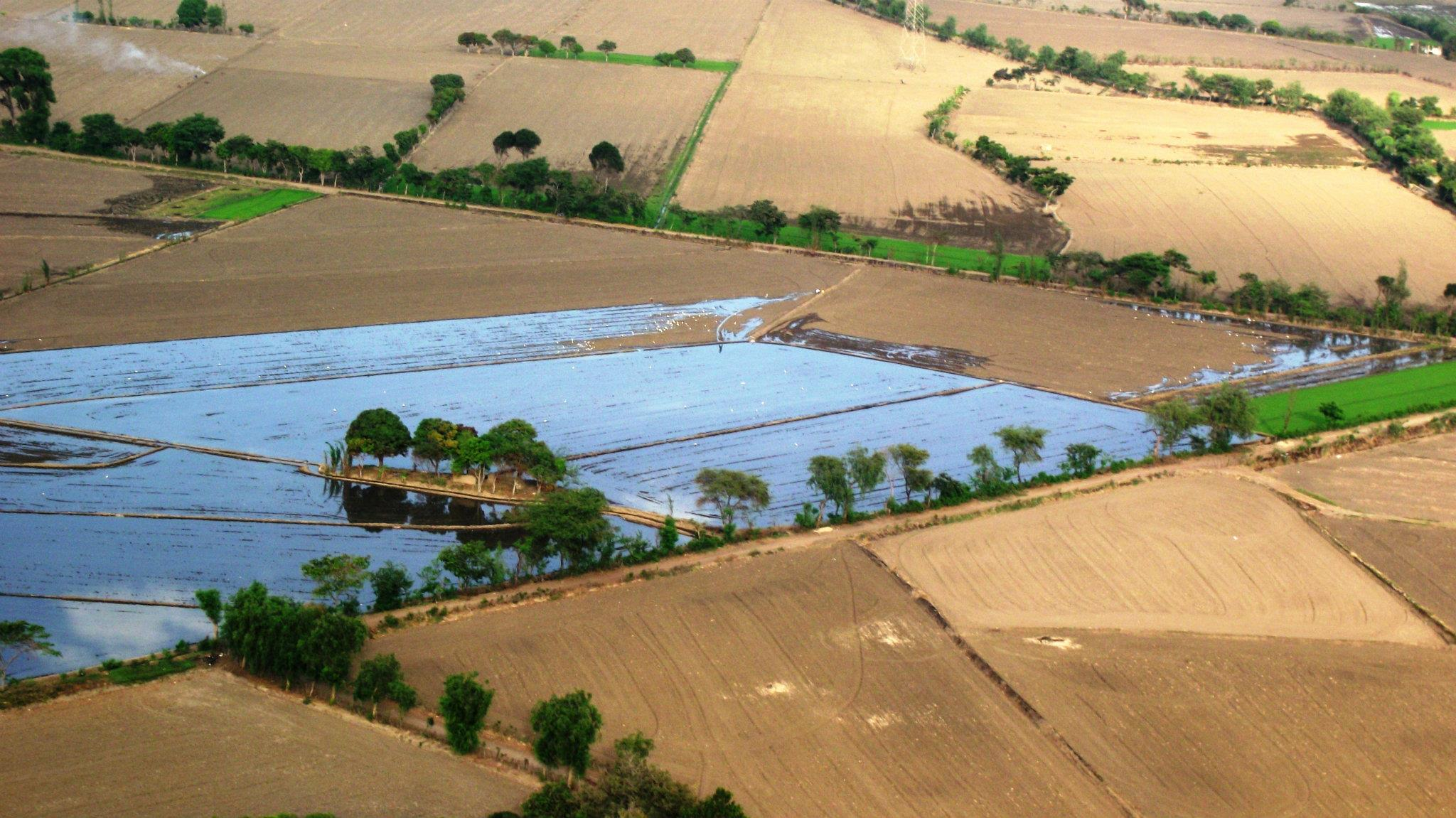
De la colline, une vue de rêve

## Histoire
La province fut créée le 23 novembre 1864 et divisée en six districts : San Pedro de Lloc, Guadalupe, Chepén, Jequetepeque, Pacanga, Pacasmayo et Pueblo Nuevo. En 1984, les districts de Chepén, Pacanga et Pueblo Nuevo en furent détachés pour former la nouvelle province de Chepén.

## Population
La population de la province s'élevait à 93 973 habitants en 2005.

## Subdivisions
La province de Pacasmayo est divisée en cinq districts :
- Guadalupe
- Jequetepeque
- Pacasmayo
- San José
- San Pedro de Lloc